# Чёрная пятнистость роз

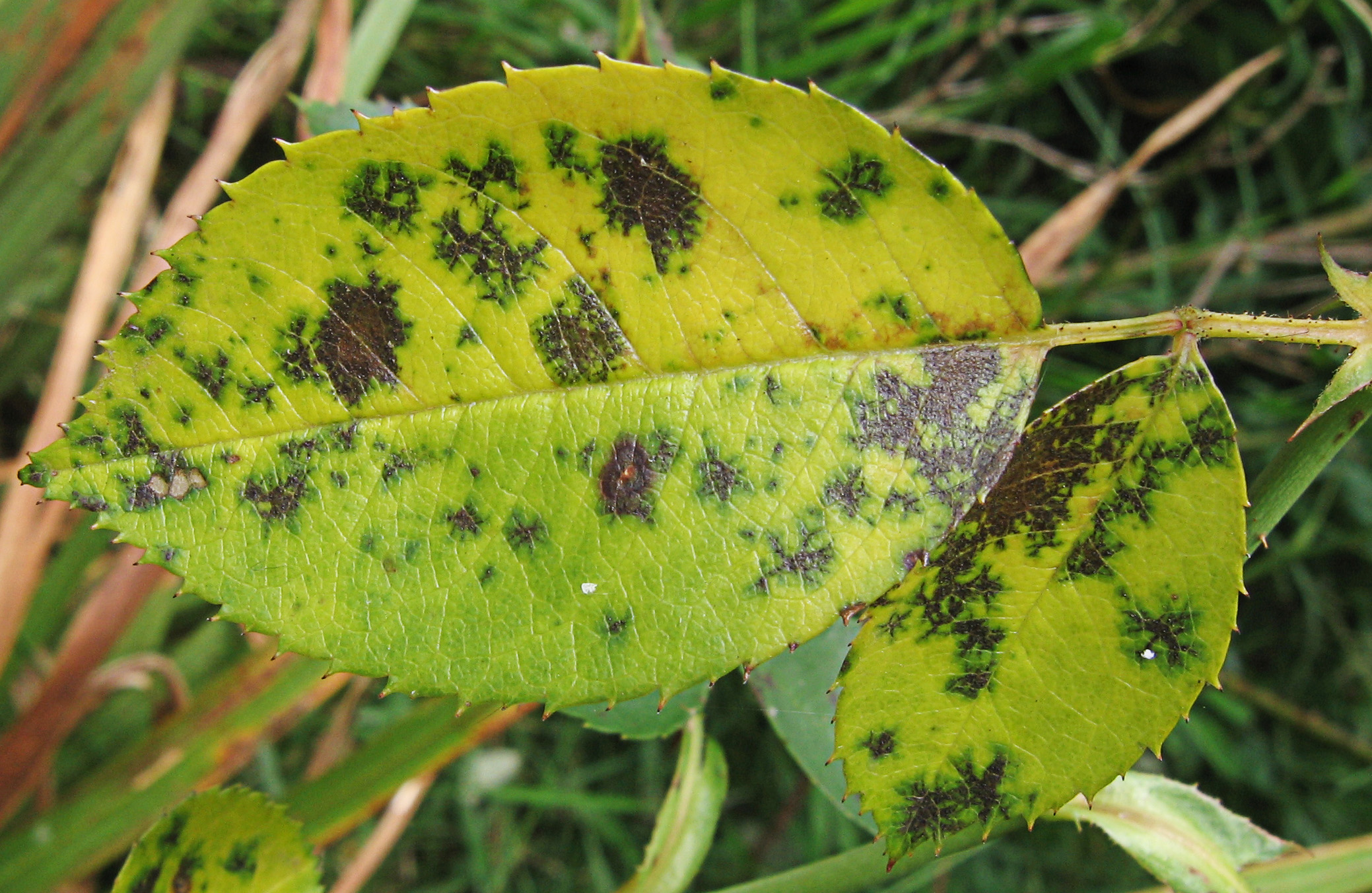
Чёрная пятнистость на листьях розы

Чёрная пятнистость роз, или марсонина — болезнь роз. Возбудитель — гриб Diplocarpon rosae (телеоморфа), Marssonina rosae (анаморфа).
Diplocarpon rosae развивается под кутикулой листьев розы. Заболевание распознается по чёрным и коричневым пятнам на листьях. Болезнь вызывает дефолиацию и ослабление растений. В регионах с умеренным климатом первые инфекции весной вызываются конидиями или аскоспорами. Грибок зимует на стеблях, шипах, спящих почках и опавших листьях. Конидии разносятся ветром, брызгами дождя и, возможно, животными-переносчиками, включая насекомых и паукообразных.
Болезнь была впервые описана в Европе в Швеции в 1815 году, затем в Бельгии в 1827 году, позже и в других европейских странах. Первые упоминания в Северной Америке были в 1831 году, в Южной Америке в 1880 году, в Австралии в 1892 году, в Африке в 1920 году и в Китае в 1910 году. В настоящее время заболевание имеет всемирное распространение. Сорта роз различаются по своей восприимчивости.
Профилактика заболевания осуществляется за счёт агротехники. Лечение роз, поражаемых чёрной пятнистостью, производится посредством использования неорганических и органических фунгицидов: хлорокиси меди, азолов, стробилуринов и биофунгицидов.